# Liste des stations du métro d'Helsinki

Carte du métro d'Helsinki.

La liste des stations du métro d'Helsinki est une liste exhaustive des stations du réseau métropolitain de la ville d'Helsinki, capitale de la Finlande.

## Liste des stations
Le réseau comporte les stations suivantes ainsi que leurs dates de mise en service:
| Station             | Image | Sigle | Ligne | Lieu                   | Ville    | Zone, | Ouverture | Passagers |
| ------------------- | ----- | ----- | ----- | ---------------------- | -------- | ----- | --------- | --------- |
| Matinkylä           |       | MAK   | M1    | Matinkylä              | Espoo    | B     | 2017      | 29 100    |
| Niittykumpu         |       | NIK   | M1    | Niittykumpu            | Espoo    | B     | 2017      | 6 800     |
| Urheilupuisto       |       | URP   | M1    | Tapiola                | Espoo    | B     | 2017      | 7 000     |
| Tapiola             |       | TAP   | M1 M2 | Tapiola                | Espoo    | B     | 2017      | 16 700    |
| Aalto-yliopisto     |       | OTA   | M1 M2 | Otaniemi               | Espoo    | B     | 2017      | 19 200    |
| Keilaniemi          |       | KEN   | M1 M2 | Keilaniemi             | Espoo    | B     | 2017      | 7 500     |
| Koivusaari          |       | KOS   | M1 M2 | Koivusaari Lauttasaari | Helsinki | A     | 2017      | 4 600     |
| Lauttasaari         |       | LAS   | M1 M2 | Lauttasaari            | Helsinki | A     | 2017      | 23 100    |
| Ruoholahti          |       | RL    | M1 M2 | Ruoholahti             | Helsinki | A     | 1993      | 30 300    |
| Kamppi              |       | KP    | M1 M2 | Kamppi                 | Helsinki | A     | 1983      | 53 100    |
| Rautatientori       |       | RT    | M1 M2 | Kluuvi                 | Helsinki | A     | 1982      | 78 200    |
| Helsingin yliopisto |       | YT    | M1 M2 | Kluuvi                 | Helsinki | A     | 1995      | 25 600    |
| Hakaniemi           |       | HN    | M1 M2 | Hakaniemi Kallio       | Helsinki | A     | 1982      | 31 100    |
| Sörnäinen           |       | SN    | M1 M2 | Sörnäinen Kallio Harju | Helsinki | A     | 1984      | 39 100    |
| Kalasatama          |       | KA    | M1 M2 | Kalasatama             | Helsinki | A     | 2007      | 31 000    |
| Kulosaari           |       | KS    | M1 M2 | Kulosaari              | Helsinki | A     | 1982      | 7 200     |
| Herttoniemi         |       | HN    | M1 M2 | Herttoniemi            | Helsinki | B     | 1982      | 35 900    |
| Siilitie            |       | ST    | M1 M2 | Länsi-Herttoniemi      | Helsinki | B     | 1982      | 10 000    |
| Itäkeskus           |       | IK    | M1 M2 | Itäkeskus              | Helsinki | B     | 1982      | 39 900    |
| Puotila             |       | PT    | M1    | Puotila                | Helsinki | B     | 1998      | 10 200    |
| Rastila             |       | RS    | M1    | Rastila                | Helsinki | B     | 1998      | 9 600     |
| Vuosaari            |       | VS    | M1    | Vuosaari               | Helsinki | B     | 1998      | 27 700    |
| Myllypuro           |       | MP    | M2    | Myllypuro              | Helsinki | B     | 1986      | 13 800    |
| Kontula             |       | KL    | M2    | Kontula                | Helsinki | B     | 1986      | 20 600    |
| Mellunmäki          |       | MM    | M2    | Mellunmäki             | Helsinki | B     | 1989      | 15 900    |

## Carte des stations
Cartes des deux lignes du métro d'Helsinki. Cliquer sur la carte pour l'agrandir et sur les stations pour accéder à leur article.

## Stations en construction
Le nombre de passagers des stations en construction est une estimation pour l'année 2035.